# カマツカ亜科
カマツカ亜科 Gobioninae はコイ科の亜科の一つ。約30属200種が属する。様々な生態・形態を持つが、多くの種は底生であり、下向きの口・小型化した鰾を持つものが多い。主に東アジア産で、一部はヨーロッパにも分布する。

## 分類
最初に分岐したHemibarbus-Squalidus Groupと、2つの大きなクレードであるSarcocheilichthyini・Gobioniniに分けられる。種数はFishbaseによる。海外産属の和名はによる。

### Hemibarbus-Squalidus Group
約30種が含まれる。
- スゴモロコ属 Squalidus - 14種 スゴモロコ・デメモロコ・イトモロコ・コウライモロコ
- ニゴイ属 Hemibarbus - 12種 ニゴイ・ズナガニゴイ・コウライニゴイ
- Belligobio - 2種

### Sarcocheilichthyini
約40種が含まれる。
- コレイウス属 Coreius - 4種 ヒゲナガウオ
- Rhinogobio - 5種 フンナガカマツカ
- ネッカシマモロコ属 Paraleucogobio - 1種 ネッカシマモロコ
- Gobiocypris - 1種
- タモロコ属 Gnathopogon - 9種 タモロコ・ホンモロコ・スワモロコ（絶滅）
- ムギツク属 Pungtungia - 3種 ムギツク
- モツゴ属 Pseudorasbora - 4種 モツゴ・ウシモツゴ・シナイモツゴ
- ヒガイ属 Sarcocheilichthys - 11種 アブラヒガイ・カワヒガイ・ビワヒガイ
- ヤガタムギツク属 Coreoleuciscus - 2種 ヤガタムギツク
- ミナガミヒガイ属 Ladislavia - 1種 ミナガミヒガイ
- Paracanthobrama - 1種
- クロムギツク属 Pseudopungtungia - 2種 クロムギツク、ホソムギツク

### Gobionini
約130種を含む。ヨーロッパ～北東アジア産のGobio Group、アジア産のPseudogobio Groupに分けられる。
- Gobio Group
  - タイリクスナモグリ属 Gobio - 38種 タイリクスナモグリ、ネッカスナモグリ、ヨーロッパカマツカ
  - Acanthogobio - 1種
  - Mesogobio - 2種 アリナレカマツカ、トマンカマツカ
  - Romanogobio - 18種 サンセイスナモグリ
- Pseudogobio Group
  - Xenophysogobio - 2種
  - ドジョウカマツカ属 Gobiobotia - 18種 ズナガドジョウカマツカ、シラヒゲカマツカ、サメガシラ
  - カマツカ属 Pseudogobio - 4種 カマツカ、スナゴカマツカ、ナガレカマツカ
  - Platysmacheilus - 4種
  - ゼゼラ属 Biwia - 2種 ゼゼラ・ヨドゼゼラ
  - Huigobio - 2種[6]
  - コブクロカマツカ属 Microphysogobio - 25種 コブクロカマツカ、ムナイタカマツカ、タイワンカマツカ
  - トカゲカマツカ属 Saurogobio - 7種 トカゲカマツカ
  - ツチフキ属 Abbottina - 6種 ツチフキ
  - Parasqualidus - 1種